# 簡義
簡義（1835年—1898年），或作簡宜（Kán Gî），字精華，生於清治台灣雲林縣梅坑（今嘉義縣梅山鄉），後遷居庵古坑（今雲林縣古坑鄉），日治初期的抗日組織領袖，歸降日本後獲臺灣總督府任命為公職。

## 生平
甲午戰爭中清政府戰敗，簽訂馬關條約割讓福建臺灣省給日本，1895年，簡義率軍與日軍戰於斗六城外，被瞬時擊潰，之後與古坑柯鐵虎部眾合流。
1896年2月於古坑大坪頂鐵國山自立為「九千歲」，祭天改元為天運元年，6月14日，擊敗日軍偵察小隊。1896年舊曆六月，簡義率壯士六百人破雲林，進入斗六城，進而激起各地抗日。簡義令劉獅、楊勝率義軍三百人進攻鹿港，時鹿港士紳辜顯榮集台灣漢人千餘，編為團練，防守鹿港街，待日軍援兵至，方解鹿港之危。
臺灣總督府既保鹿港，遂令日軍第四旅團，限期取下雲林，日軍猛進，義軍潰逃四散，簡義率殘部困守鐵國山，官方於是派辜顯榮、陳紹年等士紳勸降。
1896年10月5日，簡義獨自一人下山歸順投降日本。
簡義叛離後，劉德杓、黃才、張呂赤、賴福來等首領，共舉柯鐵為鐵國山「總統」，稱「霸王」。柯鐵抗日堅決，勇敢果斷，眾人心悅誠服，視同生死，絕不降日。眾將領分頭負責備戰，軍餉糧食，皆取於民，幾所收穫。十抽其一。保護地方治安，無憂於民。 10月25日，抗日軍向斗六街及各地頒送抗日檄文。
12月12日，日軍主力猛攻鐵國山，柯鐵等人奔向山中，繼續以游擊戰抵抗。
1897年被任為庄長，並授紳章。1898年簡義被抗日人士刺傷後，傷口感染身亡。